# Daniel Brandt
Daniel Leslie Brandt (1947) amerikai aktivista, a Wikipédia egyik legvehemensebb bírálója.

## Munkássága
Kritikájának középpontjában a Wikipédia számonkérhetőségének hiánya szerepel: sem a Wikimédia Alapítvány, sem a szerkesztők nem vállalnak felelősséget az elhelyezett tartalomért, és emiatt az okozott károkért sem visel senki felelősséget.
Azért hozta nyilvánosságra egyes szerkesztők személyazonosságát, hogy később esetleges jogvita esetén beazonosíthatóak legyenek. Paradox módon azonban a magánélet szentségét (privacy) is hirdeti, és ezért vétette le többszöri próbálkozás után a róla szóló életrajzot az angol nyelvű Wikipédiáról.
Komoly szerepet játszott a Seigenthaler-eset felgöngyölítésben: azonosított egy névtelen szerzőt IP-címe alapján, és közzétette az információkat weblapján, ezzel arra kényszerítve a névtelen szerzőt, Brian Chase-t, hogy beismerje, hamis állításokat szúrt be a John Seigenthalerról, ismert amerikai újságíróról szóló cikkbe. Az eset eredményeképpen vezették be a Wikipédián, hogy csak regisztrált szerkesztő hozhat létre új cikket, valamint új irányelvet fogalmaztak meg az élő személyekről szóló életrajzok esetében.

## Kritikai oldalai
- 2002-ben indította Google Watch nevű kritikai oldalát a Google-ról.
- A Yahoo!-val is foglalkozik.
- 2005. október 13-án indította meg a Wikipédiáról szóló Wikipedia Watch nevű kritikai oldalát.

### Daniel Brandt saját oldalai
- Namebase
- CIA on Campus
- Scroogle
- Wikipedia Watch
- Google Watch

### Médiaoldalak
- "An Incorrect Political Memoir"[halott link] by Daniel Brandt, Lobster, December, 1992
- "CIA cookies exposed and eliminated" by Steven Aftergood, Secrecy News, 19 March 2002
- "Meet Mr. Anti-Google" Archiválva 2005. december 27-i dátummal a Wayback Machine-ben by Farhad Manjoo, Salon.com, August 29, 2002 with Brandt's response here [halott link] (down the bottom)
- "Conspiracy Researcher says Google's no good" by Farhad Manjoo, Salon.com, 30 August 2002 with Brandt's response here [halott link] (down the bottom)
- "Searching for Daniel Brandt" Archiválva 2007. március 28-i dátummal a Wayback Machine-ben by Mark Hand, CounterPunch, January 3, 2003
- "Paranoid or Prescient?" by Jim Hedger, Concept, 2003
- "Scraping Google to see what's happening" by John Battelle, Searchblog, 11 January 2005
- "Anti-Google campaign by Lenz?" by Keith Oibermann, Blog news Channel, 15 May 2005
- "What's in a Wiki?" by Philipp Lenssen, Blog News Channel, 30 October 2005
- "Google Libraries and Privacy" by Daniel Brandt, Web Pro News, 1. December 2005
- "Wikipedia Founder, Readers Respond to Seigenthaler Article" by Jay Defoore, Editor & Publisher, 1. December 2005
- "Who owns your Wikipedia bio?" by Andrew Orlowski, The Register, 6. December 2005
- "Caught red handed" Sydney Morning Herald, 12. December 2005

### Blogok és fórumok
here
- Wikipedia Review – a pro-Brandt forum about Wikipedia
- Daniel Brandt: A "Fan Page" – anti-Brandt site, with Brandt's response here [halott link]
- Blog from the anti-Brandt hoaxer Archiválva 2006. február 17-i dátummal a Wayback Machine-ben